# Betsy Nagelsen
| jaar | rang enkelspel | rang dubbelspel |
| ---- | -------------- | --------------- |
| 1976 | 53             | –               |
| 1977 | 30             | –               |
| 1978 | 87             | –               |
| 1979 | 54             | –               |
| 1980 | 34             | –               |
| 1981 | 23             | –               |
| 1982 | 54             | –               |
| 1983 | 67             | –               |
| 1984 | 77             | –               |
| 1985 | 45             | –               |
| 1986 | 46             | 15              |
| 1987 | 61             | 14              |
| 1988 | 109            | 12              |
| 1989 | 45             | 23              |
| 1990 | 96             | 15              |
|      |                |                 |
| 1992 | 417            | 273             |
| 1993 | 598            | 74              |

Helen Elizabeth (Betsy) Nagelsen (Saint Petersburg, 23 oktober 1956) is een voormalig tennisspeelster uit de Verenigde Staten van Amerika. Nagelsen speelt rechtshandig en heeft een enkelhandige backhand. Zij was actief in het proftennis van 1973 tot en met 1996.

## Loopbaan

### Junioren
Nagelsen was in 1973 de sterkste juniorspeelster ter wereld. Dat jaar won zij tevens het US-meisjeskampioenschap (16 jaar en jonger) en het US-meisjesdubbelspelkampioenschap op gravel (18 jaar en jonger).

### Enkelspel
Nagelsens eerste geregistreerde optreden op een WTA-toernooi vond plaats in maart 1974 op het toernooi van New York. Enkele weken later beleefde zij haar grandslamdebuut op Roland Garros. Op Wimbledon 1974 bereikte zij de derde ronde, door onder meer Gail Chanfreau te verslaan. In de zomer van datzelfde jaar stond zij voor het eerst in een WTA-finale, op het toernooi van Newport (Rhode Island) – zij verloor van landgenote Chris Evert. In 1979 veroverde Nagelsen haar eerste WTA-titel, op het toernooi van Kioto, door de Japanse Naoko Satō te verslaan. In totaal won zij vier WTA-titels, de laatste in 1981 in Surbiton.
Haar beste resultaat op de grandslamtoernooien is het bereiken van de finale, op de Australian Open 1978 – zij verloor de eindstrijd van de ongeplaatste Australische Chris O'Neil. Haar hoogste notering op de WTA-ranglijst is de 23e plaats, die zij bereikte in december 1981.

### Dubbelspel
Nagelsen behaalde in het dubbelspel betere resultaten dan in het enkelspel. In 1974 stond zij voor het eerst in een WTA-finale, op het toernooi van Beckenham, samen met landgenote Sally Greer – zij verloren van het Zuid-Afrikaanse koppel Greer Stevens en Rowena Whitehouse. Anderhalve week later beleefde zij haar grandslamdebuut op Wimbledon – samen met landgenote Ann Kiyomura bereikte zij de derde ronde. In 1976 veroverde Nagelsen haar eerste WTA-titel, op het toernooi van Gstaad, samen met de Australische Wendy Turnbull, door het Zuid-Afrikaanse koppel Brigitte Cuypers en Annette du Plooy te verslaan. In totaal won zij 25 WTA-titels, de laatste in 1990 op het Tier I-toernooi in Montréal, samen met de Argentijnse Gabriela Sabatini.
Nagelsen won twee grandslamtitels: op de Australian Open 1978 samen met de Tsjecho-Slowaakse Renáta Tomanová, en op de Australian Open 1980 met Martina Navrátilová aan haar zijde. Haar hoogste notering op de WTA-ranglijst is de elfde plaats, die zij bereikte in maart 1988. In de categorie "boven 35 jaar" won zij het dubbelspel op Wimbledon 1993, en vervolgens op de US Open in 1993 en 1994.
Haar beste resultaat in het gemengd dubbelspel is het bereiken van de finale op de US Open 1987, samen met landgenoot Paul Annacone.

### Tennis in teamverband
Nagelsen maakte vier keer deel uit van het Amerikaanse Wightman Cup-team: in 1974, 1985, 1988 en 1989, steeds in het dubbelspel. Zij won drie van de vier partijen.

### Buiten de tennisbaan
Op 1 maart 1986 trad Nagelsen in het huwelijk met zakenman Mark McCormack. Zij bleef onder haar eigen naam aan toernooien deelnemen. Na haar actieve loopbaan was zij tenniscommentator voor de Amerikaanse tv-stations ABC en ESPN, alsmede voor het Australische Channel Nine. Samen met haar man stichtte zij het McCormack-Nagelsen Tennis Center, gevestigd aan het College of William and Mary in Williamsburg. Ook de Intercollegiate Tennis Association (ITA) Women's Tennis Hall of Fame is daar gevestigd.

## Palmares
| Legenda                |
| ---------------------- |
| Grandslamtoernooi      |
| Olympische Spelen      |
| Year-End Championships |
| Tier I                 |
| Tier II                |
| Tier III               |
| Tier IV & V            |

### WTA-finaleplaatsen enkelspel
| nr.              | finale     | toernooi          | ondergrond    | tegenstandster    | score         |         |
| ---------------- | ---------- | ----------------- | ------------- | ----------------- | ------------- | ------- |
| gewonnen finales |            |                   |               |                   |               |         |
| 1.               | 1979-10-21 | WTA Kioto         |               | Naoko Satō        | 6-3, 6-4      | details |
| 2.               | 1979-10-28 | WTA Japan (Tokio) | tapijt (i)    | Naoko Satō        | 6-1, 3-6, 6-3 | details |
| 3.               | 1981-02-15 | WTA Columbus      | hardcourt (i) | Renee Blount      | 7-6, 6-4      | details |
| 4.               | 1981-06-14 | WTA Surbiton      | gras          | Barbara Hallquist | 6-0, 6-4      | details |
| verloren finales |            |                   |               |                   |               |         |
| 1.               | 1974-08-26 | WTA Newport (VS)  | gras          | Chris Evert       | 4-6, 3-6      | details |
| 2.               | 1979-01-03 | Australian Open   | gras          | Chris O'Neil      | 3-6, 6-7      | details |
| 3.               | 1984-09-23 | WTA San Diego     | hardcourt     | Debbie Spence     | 3-6, 7-6, 4-6 | details |
| 4.               | 1985-06-16 | WTA Birmingham    | gras          | Pam Shriver       | 1-6, 0-6      | details |
| 5.               | 1986-01-26 | WTA Wichita       | tapijt (i)    | Wendy White       | 1-6, 7-6, 2-6 | details |

### WTA-finaleplaatsen vrouwendubbelspel
| nr.              | finale     | toernooi                | ondergrond    | partner             | tegenstandsters                       | score         |         |
| ---------------- | ---------- | ----------------------- | ------------- | ------------------- | ------------------------------------- | ------------- | ------- |
| gewonnen finales |            |                         |               |                     |                                       |               |         |
| 01.              | 1976-07-11 | WTA Gstaad              | gravel        | Wendy Turnbull      | Brigitte Cuypers Annette du Plooy     | 6-4, 6-4      | details |
| 02.              | 1977-01-02 | WTA Sydney              | gras          | Helen Gourlay       | Dianne Fromholtz Renáta Tomanová      | 6-4, 6-1      | details |
| 03.              | 1977-06-18 | WTA Edinburgh           | gras          | Julie Anthony       | Carrie Meyer Renáta Tomanová          | 6-1, 3-6, 6-1 | details |
| 04.              | 1978-12-31 | Australian Open         | gras          | Renáta Tomanová     | Naoko Satō Pam Whytcross              | 7-5, 6-2      | details |
| 05.              | 1979-10-28 | WTA Japan (Tokio)       | tapijt (i)    | Penny Johnson       | Yu Li-Qiao Chen Chuan                 | 3-6, 6-4, 7-6 | details |
| 06.              | 1980-11-30 | Australian Open         | gras          | Martina Navrátilová | Ann Kiyomura Candy Reynolds           | 6-4, 6-4      | details |
| 07.              | 1981-09-27 | WTA Atlanta             | hardcourt     | Laura duPont        | Rosie Casals Candy Reynolds           | 6-4, 7-5      | details |
| 08.              | 1982-08-15 | WTA Atlanta             | hardcourt     | Kathy Jordan        | Chris Evert Billie Jean King          | 4-6, 7-6, 7-6 | details |
| 09.              | 1984-03-18 | WTA Palm Beach Gardens  | gravel        | Anne White          | Rosalyn Fairbank Candy Reynolds       | 2-6, 6-2, 6-2 | details |
| 10.              | 1984-09-24 | WTA San Diego           | hardcourt     | Paula Smith         | Terry Holladay Iwona Kuczyńska        | 6-2, 6-4      | details |
| 11.              | 1984-10-14 | WTA Japan (Tokio)       | hardcourt     | Candy Reynolds      | Emilse Raponi Adriana Villagrán       | 6-3, 6-2      | details |
| 12.              | 1985-01-06 | Tournament of Champions | hardcourt (i) | Paula Smith         | Christiane Jolissaint Marcella Mesker | 6-3, 6-4      | details |
| 13.              | 1986-03-30 | WTA Phoenix             | hardcourt (i) | Susan Mascarin      | Linda Gates Alycia Moulton            | 6-3, 5-7, 6-4 | details |
| 14.              | 1986-05-25 | WTA Lugano              | gravel        | Elise Burgin        | Jenny Byrne Janine Thompson           | 6-2, 6-3      | details |
| 15.              | 1986-08-24 | WTA Mahwah              | hardcourt     | Elizabeth Smylie    | Steffi Graf Helena Suková             | 7-6, 6-3      | details |
| 16.              | 1987-01-11 | WTA Sydney              | gras          | Elizabeth Smylie    | Jenny Byrne Janine Thompson           | 6-7, 7-5, 6-1 | details |
| 17.              | 1987-04-19 | WTA Japan (Tokio)       | hardcourt     | Kathy Jordan        | Sandy Collins Sharon Walsh-Pete       | 6-3, 7-5      | details |
| 18.              | 1987-05-24 | WTA Genève              | gravel        | Elizabeth Smylie    | Laura Gildemeister Catherine Tanvier  | 4-6, 6-4, 6-3 | details |
| 19.              | 1988-01-03 | WTA Brisbane            | gras          | Pam Shriver         | Claudia Kohde-Kilsch Helena Suková    | 2-6, 7-5, 6-2 | details |
| 20.              | 1988-10-30 | WTA Brighton            | tapijt (i)    | Lori McNeil         | Isabelle Demongeot Nathalie Tauziat   | 7-6, 2-6, 7-6 | details |
| 21.              | 1988-11-13 | WTA Chicago             | tapijt (i)    | Lori McNeil         | Larisa Savtsjenko Natallja Zverava    | 6-4, 3-6, 6-4 | details |
| 22.              | 1989-02-19 | WTA Fairfax             | tapijt (i)    | Pam Shriver         | Natallja Zverava Larisa Savtsjenko    | 6-2, 6-3      | details |
| 23.              | 1989-03-05 | WTA Oklahoma            | hardcourt (i) | Lori McNeil         | Elise Burgin Elizabeth Smylie         | walk-over     | details |
| 24.              | 1989-09-24 | WTA Dallas              | tapijt (i)    | Mary Joe Fernandez  | Elise Burgin Rosalyn Fairbank         | 7-6, 6-3      | details |
| 25.              | 1990-08-05 | WTA Montréal            | hardcourt     | Gabriela Sabatini   | Helen Kelesi Raffaella Reggi          | 3-6, 6-2, 6-2 | details |
| verloren finales |            |                         |               |                     |                                       |               |         |
| 01.              | 1974-06-15 | WTA Beckenham           | gras          | Sally Greer         | Greer Stevens Rowena Whitehouse       | 2-6, 4-6      | details |
| 02.              | 1977-01-09 | Australian Open         | gras          | Kerry Reid          | Dianne Fromholtz Helen Gourlay        | 7-5, 1-6, 5-7 | details |
| 03.              | 1978-05-28 | WTA Rome                | gravel        | Florența Mihai      | Mima Jaušovec Virginia Ruzici         | 2-6, 6-2, 5-7 | details |
| 04.              | 1980-08-17 | WTA Toronto             | hardcourt     | Ann Kiyomura        | Andrea Jaeger Regina Maršíková        | 1-6, 3-6      | details |
| 05.              | 1981-11-22 | WTA Perth               | gras          | Candy Reynolds      | Barbara Potter Sharon Walsh           | 4-6, 2-6      | details |
| 06.              | 1983-08-14 | WTA Los Angeles         | hardcourt     | Virginia Ruzici     | Martina Navrátilová Pam Shriver       | 1-6, 0-6      | details |
| 07.              | 1984-04-09 | WTA Miami               | gravel        | Janet Wright        | Patricia Medrado Yvonne Vermaak       | 3-6, 3-6      | details |
| 08.              | 1985-04-07 | WTA Tokio               | tapijt (i)    | Anne White          | Kathy Jordan Elizabeth Smylie         | 6-4, 5-7, 2-6 | details |
| 09.              | 1986-02-02 | WTA Miami               | hardcourt     | Barbara Potter      | Kathy Jordan Elizabeth Smylie         | 6-7, 6-2, 2-6 | details |
| 10.              | 1986-10-19 | WTA Japan (Tokio)       | hardcourt     | Susan Mascarin      | Sandy Collins Sharon Walsh-Pete       | 1-6, 2-6      | details |
| 11.              | 1987-01-04 | WTA Brisbane            | gras          | Elizabeth Smylie    | Hana Mandlíková Wendy Turnbull        | 4-6, 3-6      | details |
| 12.              | 1987-03-29 | WTA Piscataway          | tapijt (i)    | Elizabeth Smylie    | Gigi Fernández Lori McNeil            | 1-6, 4-6      | details |
| 13.              | 1987-07-05 | Wimbledon               | gras          | Elizabeth Smylie    | Claudia Kohde-Kilsch Helena Suková    | 5-7, 5-7      | details |
| 14.              | 1988-08-07 | WTA San Diego           | hardcourt     | Dianne Van Rensburg | Patty Fendick Jill Hetherington       | 6-7, 4-6      | details |
| 15.              | 1988-10-09 | WTA New Orleans         | hardcourt     | Lori McNeil         | Beth Herr Candy Reynolds              | 4-6, 4-6      | details |
| 16.              | 1990-03-25 | WTA Miami               | hardcourt     | Robin White         | Jana Novotná Helena Suková            | 4-6, 3-6      | details |
| 17.              | 1990-05-27 | WTA Genève              | gravel        | Elise Burgin        | Louise Field Dianne Van Rensburg      | 7-5, 6-7, 5-7 | details |

### Finaleplaatsen gemengd dubbelspel
| nr.              | finale     | toernooi | ondergrond | partner       | tegenstanders                      | score         |         |
| ---------------- | ---------- | -------- | ---------- | ------------- | ---------------------------------- | ------------- | ------- |
| gewonnen finales |            |          |            |               |                                    |               |         |
| geen             |            |          |            |               |                                    |               |         |
| verloren finales |            |          |            |               |                                    |               |         |
| 1.               | 1987-09-13 | US Open  | hardcourt  | Paul Annacone | Martina Navrátilová Emilio Sánchez | 4-6, 7-6, 6-7 | details |

## Resultaten grandslamtoernooien
| Legenda | Legenda                          |
| ------- | -------------------------------- |
| g.t.    | geen toernooi gehouden           |
| l.c.    | lagere categorie                 |
| –       | niet deelgenomen                 |
| G       | uitgeschakeld in de groepsfase   |
| 1R      | uitgeschakeld in de eerste ronde |
| 2R      | uitgeschakeld in de tweede ronde |
| 3R      | uitgeschakeld in de derde ronde  |
| 4R      | uitgeschakeld in de vierde ronde |
| KF      | uitgeschakeld in de kwartfinale  |
| HF      | uitgeschakeld in de halve finale |
| F       | de finale verloren               |
| W       | het toernooi gewonnen            |
| w-v     | winst/verlies-balans             |

### Enkelspel
| Toernooi        | 1974 | 1975 | 1976 | 1977 | 1977 | 1978 | 1979 | 1980 | 1981 | 1982 | 1983 | 1984 | 1985 | 1986 | 1987 | 1988 | 1989 | 1990 | 1991 | w-v   |
| --------------- | ---- | ---- | ---- | ---- | ---- | ---- | ---- | ---- | ---- | ---- | ---- | ---- | ---- | ---- | ---- | ---- | ---- | ---- | ---- | ----- |
| Australian Open | –    | –    | –    | 1R   | –    | F    | –    | 3R   | 2R   | –    | 2R   | 1R   | 2R   | g.t. | 2R   | 1R   | –    | –    | –    | 10-9  |
| Roland Garros   | 1R   | 2R   | 1R   | –    | –    | 2R   | –    | 1R   | 1R   | 1R   | 1R   | 1R   | 1R   | 1R   | –    | –    | –    | 1R   | –    | 2-12  |
| Wimbledon       | 3R   | 2R   | 1R   | 2R   | 2R   | 2R   | 2R   | 3R   | 4R   | 2R   | 3R   | 2R   | 1R   | 4R   | 1R   | 1R   | 1R   | 3R   | 1R   | 14-18 |
| US Open         | 3R   | –    | 3R   | 1R   | 1R   | 1R   | 1R   | 3R   | 2R   | 1R   | 1R   | 1R   | 1R   | 2R   | 2R   | 3R   | 2R   | –    | –    | 12-15 |

### Vrouwendubbelspel
| Toernooi        | 1974 | 1975 | 1976 | 1977 | 1977 | 1978 | 1979 | 1980 | 1981 | 1982 | 1983 | 1984 | 1985 | 1986 | 1987 | 1988 | 1989 | 1990 | 1991 | 1992 | 1993 | 1994 | 1995 | 1996 |
| --------------- | ---- | ---- | ---- | ---- | ---- | ---- | ---- | ---- | ---- | ---- | ---- | ---- | ---- | ---- | ---- | ---- | ---- | ---- | ---- | ---- | ---- | ---- | ---- | ---- |
| Australian Open | –    | –    | –    | F    | –    | W    | –    | W    | 1R   | –    | 1R   | 2R   | 1R   | g.t. | 1R   | –    | –    | –    | –    | –    | –    | –    | –    | –    |
| Roland Garros   | –    | 1R   | –    | –    | –    | KF   | –    | 2R   | HF   | KF   | 3R   | KF   | HF   | 2R   | KF   | 3R   | 1R   | 3R   | 1R   | –    | 1R   | 1R   | –    | –    |
| Wimbledon       | 3R   | 2R   | 3R   | 2R   | 2R   | 2R   | –    | 2R   | 2R   | 2R   | 3R   | 2R   | 3R   | –    | F    | KF   | 1R   | –    | –    | 2R   | 1R   | 1R   | 1R   | 1R   |
| US Open         | 1R   | –    | 3R   | 3R   | 3R   | HF   | 3R   | 3R   | 3R   | –    | 2R   | HF   | –    | 3R   | HF   | KF   | KF   | –    | –    | 1R   | 1R   | 2R   | –    | –    |

### Gemengd dubbelspel
| Australian Open | –  | –  | –  | –  | –  | –  | –  | –  | –  | –  | g.t. | –  | –  | –  | –  | –  | –  | 0-0   |
| Roland Garros   | –  | –  | –  | 2R | –  | –  | KF | 2R | –  | –  | –    | 3R | KF | KF | 1R | –  | –  | 9-7   |
| Wimbledon       | KF | –  | –  | –  | HF | –  | 2R | 2R | 1R | HF | –    | 3R | 3R | HF | 1R | 3R | 1R | 19-12 |
| US Open         | 2R | 2R | 2R | 2R | 1R | 1R | 1R | –  | 3R | –  | 2R   | F  | 2R | KF | –  | 1R | –  | 11-12 |